# Serments mortels
Serments mortels (Love's Deadly Triangle: The Texas Cadet Murder) est un téléfilm américain de Richard A. Colla sorti en 1997. Il met en vedette des acteurs tels que Holly Marie Combs et David Lipper.

## Synopsis
Attachés l'un à l'autre depuis l'époque du lycée, Diane Zamora et David Graham s'aiment d'un amour tendre et sincère. Après des études réussies, ils aspirent tous deux à une carrière militaire. Très rapidement, David se voit proposer un poste au sein de l'armée de l'air, alors que Diane opte de son côté pour l'école navale. Malgré la longue séparation, pleine de tentations, qui les attend, les tourtereaux décident de se jurer une absolue fidélité. Leurs projets s'écroulent lorsque David entame une liaison avec une étudiante de 16 ans, Adrianne Jones. Diane découvre bien vite l'infidélité de son amant, mais elle reporte toute sa haine sur la pauvre Adrianne.

## Fiche technique
- Titre Original : Love's Deadly Triangle: The Texas Cadet Murder
- Titre Français : Serments mortels
- Réalisation : Richard A. Colla
- Scénario : Skip Hollandsworth et Steve Johnson
- Genre : Drame
- Durée : 93 minutes
- Pays : États-Unis
- Date de sortie : 10 février 1997 (États-Unis)

## Distribution
- Holly Marie Combs : Diane Zamora
- David Lipper : David Graham
- Cassidy Rae : Adrianne Jones
- Dee Wallace : Linda Jones
- Gary Grubbs : Le détective Carl Baker
- Joanna García : Susie
- Joanna Canton : Val
- R. Keith Harris : Ben
- Andrew Masset : Carlos Zamora
- Wilmer Calderon (en) : Perry